# Comitán de Domínguez
La città di Comitán de Domínguez, anche nota come Comitán, è a capo dell'omonimo comune, nello stato del Chiapas, Messico. Il comune conta 141 013 abitanti, di cui 97 537 nella zona urbana, secondo le stime del censimento del 2010.
Dal 2011, in seguito alla divisione del Sistema de Planeación, è ubicata nella regione economica XV: Meseta Comiteca Tojolabal.

## Origine del nome
Originariamente il suo nome era solo Comitán, ma dal 1915 fu chiamata Comitán de Domínguez, in onore di Belisario Domínguez, uomo politico e senatore del Chiapas, nativo di Comitán (e già suo sindaco), barbaramente assassinato a Città del Messico da alcuni seguaci del dittatore messicano, il generale Victoriano Huerta, che lui aveva aspramente criticato invitando Senato e popolo a destituirlo.